# 2001 (album)
 For alternative betydninger, se 2001 (flertydig). (Se også artikler, som begynder med 2001)
2001 er et album af Dr. Dre, der blev udgivet 5. november 1999. Albummet er produceret af Mel-Man og Dr. Dre. Albummet indeholder meget G-Funk, som Dr. Dre er kendt for at have "opfundet". Det er udgivet af Aftermath Entertainment & Interscope Records.

## Spor
| 2001  | 2001                    | 2001                                                       | 2001                                                             | 2001   | 2001 | 2001 | 2001 | 2001 | 2001 |
| #     | Titel                   | Sangskriver(e)                                             | Optrædende kunstner                                              | Længde |      |      |      |      |      |
| ----- | ----------------------- | ---------------------------------------------------------- | ---------------------------------------------------------------- | ------ | ---- | ---- | ---- | ---- | ---- |
| 1.    | "Lolo" (Intro)          | A.Joiner & T.Davis                                         | Xzibit & Tray Deee                                               | 0:41   |      |      |      |      |      |
| 2.    | "The Watcher"           | M.Mathers                                                  |                                                                  | 3:26   |      |      |      |      |      |
| 3.    | "Fuck You"              | Hittman, D.Copeland & C.Broadus                            | Devin the Dude & Snoop Dogg                                      | 3:25   |      |      |      |      |      |
| 4.    | "Still D.R.E."          | S.Carter                                                   | Snoop Dogg, Nate Dogg & Kurupt                                   | 4:30   |      |      |      |      |      |
| 5.    | "Big Ego's"             | T.Curry & Hittman                                          | Hittman                                                          | 3:57   |      |      |      |      |      |
| 6.    | "Xxplosive"             | Hittman, R.Brown, N.Hale & Six-Two                         | Hittman, Kurupt, Nate Dogg & Six-Two                             | 3:35   |      |      |      |      |      |
| 7.    | "What's the Difference" | M.Mathers & A.Joiner                                       | Eminem & Xzibit                                                  | 4:04   |      |      |      |      |      |
| 8.    | "Bar One" (Skit)        |                                                            | Traci Nelson, Ms. Roq & Eddie Griffin                            | 0:51   |      |      |      |      |      |
| 9.    | "Light Speed"           | Hittman                                                    | Hittman                                                          | 2:40   |      |      |      |      |      |
| 10.   | "Forgot About Dre"      | M.Mathers                                                  | Eminem                                                           | 3:42   |      |      |      |      |      |
| 11.   | "The Next Episode"      | Hittman & C.Broadus                                        | Snoop Dogg                                                       | 2:41   |      |      |      |      |      |
| 12.   | "Let's Get High"        | M.Mathers, Hittman, R.Brown & Ms. Roq                      | Hittman, Kurupt & Ms. Roq                                        | 2:27   |      |      |      |      |      |
| 13.   | "Bitch Niggaz"          | C.Broadus, Hittman & Six-Two                               | Snoop Dogg, Hittman & Six-Two                                    | 4:13   |      |      |      |      |      |
| 14.   | "The Car Bomb" (Skit)   |                                                            | Mel-Man, Charis Henry                                            | 1:00   |      |      |      |      |      |
| 15.   | "Murder Ink"            | Hittman & Ms. Roq                                          | Hittman & Ms. Roq                                                | 2:28   |      |      |      |      |      |
| 16.   | "Ed-Ucation" (Skit)     |                                                            | Eddie Griffin                                                    | 1:32   |      |      |      |      |      |
| 17.   | "Some L.A. Niggaz"      | DeFari, A.Joiner, R.Harbor, Time Bomb, R.McBride & Hittman | DeFari, Xzibit, Knoc-turn'al, Time Bomb, King T, MC Ren & Kokane | 4:25   |      |      |      |      |      |
| 18.   | "Pause 4 Porno" (Skit)  |                                                            | Jake Steed                                                       | 1:32   |      |      |      |      |      |
| 19.   | "Housewife"             | T.Curry, R.Brown & Hittman                                 | Kurupt & Hittman                                                 | 4:02   |      |      |      |      |      |
| 20.   | "Ackrite"               | Hittman                                                    | Hittman                                                          | 3:39   |      |      |      |      |      |
| 21.   | "Bang Bang"             | M.Mathers, R.Harbor & Hittman                              | Knoc-turn'al & Hittman                                           | 3:42   |      |      |      |      |      |
| 22.   | "The Message"           | R.Montgomery                                               | Mary J. Blige & Rell                                             | 5:29   |      |      |      |      |      |
| 77:06 |                         |                                                            |                                                                  |        |      |      |      |      |      |